# کوساکا، آکیتا
کوساکا، آکیتا (به لاتین: Kosaka, Akita) یک منطقهٔ مسکونی در ژاپن است که در استان آکیتا واقع شده‌است. کوساکا ۲۰۱٫۷۰ کیلومترمربع مساحت و ۵٬۳۹۵ نفر جمعیت دارد.